# Julius Gysel
Julius Gysel   (Wilchingen, 11 d'agost de 1851 - 23 d'agost de 1935) va ser un matemàtic suís, rector de la Kantonsschule (Institut de secundària) de Schaffhausen.

## Vida i Obra
Gysel va fer els seus estudis secundaris a la Realschule de Neunkirch i al Gymnasium de Schaffhausen. De 1869 a 1872 va estudiar matemàtiques al Politècnic de Zuric on va rebre la influència de Carl Friedrich Geiser. El curs següent va completar estudis a la universitat de Berna sota Ludwig Schläfli i Georg Sidler. Des dels seus anys d'estudiant, va mantenir una forta amistat amb aquests professors fins a la seva mort.
El 1874 va obtenir el doctorat a la Universitat de Zúric i el 1876 va publicar el seu llibre més reeixit: Beiträge zur analytischen Geometrie der Curven und Flächen zweiten Grades (Aportacions a la geometria analítica de les corbes i superfícies de segon grau). Mentre treballava en el seu doctorat (1872-1874) va ser professor suplent a la Kantonsschule de Schaffhausen (el institut cantonal d'ensenyament secundari), així que li van oferir una plaça docent a la institució en retornar de Berna, malgrat la seva joventut. Tota la seva carrera docent es va desenvolupar a la Kantonsschule, de la qual va ser vice rector a partir de 1881 i rector a partir de 1884.
Des d'aquest lloc, va promoure els ensenyaments científics, creant laboratoris i aplicant mètodes innovadors en l'ensenyament, de tal forma que els seus deixebles sempre entraven molt ben preparats al Politècnic de Zuric. Entre altres novetats, Gysel va ser el primer radiòleg de Schaffhausen, havent instal·lat un aparell de Raigs X a l'escola el 1897, només dos anys després de descobrir-se la radiografia i que feien servir els metges de l'hospital local.
A més de les seves funcions docents, Gysel va ser membre de diferents comitès que reflectien el seu interès en l'ensenyament i l'avenç tecnològic.
El 1909 va dimitir com a rector de l'escola, però va mantenir una sèrie de classes de matemàtiques fins al 1926 i encara fins més tard va continuar amb la seva feina diària al gabinet de raigs X.